# Championnats du monde de ski alpin 2013
Navigation
Édition précédente Édition suivante
La 42e édition des championnats du monde de ski alpin se déroule du 4 au 17 février 2013 à Schladming (Autriche). La station se voit attribuer l'organisation de cette compétition bisannuelle le 29 mai 2008 à l'occasion du 46e Congrès de la Fédération internationale de ski, autorité organisatrice de l'événement, tenu au Cap (Afrique du Sud).
Candidate malheureuse de l'élection des villes hôtes des éditions 2009 et 2011, la ville de Schladming accueille pour la deuxième fois ce rendez-vous après l'édition 1982. Pour la neuvième fois, l'Autriche est l'hôte de cet événement. Schladming a remporté le scrutin en étant préférée à Cortina d'Ampezzo (Italie), Saint-Moritz (Suisse) et Vail (États-Unis).
Dès la première épreuve des Mondiaux, le super-G féminin le 5 février 2013, une des grandes favorites des épreuves de vitesse se blesse gravement : l'Américaine Lindsey Vonn chute à la réception d'un saut, souffre de ruptures des ligaments de son genou droit et d'une fracture du plateau tibial, ce qui la prive du reste de la saison et de la suivante, ratant ainsi les Jeux olympiques de Sotchi 2014.
Vainqueur du super-G, du super-combiné et du slalom géant, l'Américain Ted Ligety marque ces championnats du monde en devenant le premier skieur depuis Jean-Claude Killy en 1968 à remporter trois médailles d'or dans un même évènement planétaire de ski alpin. Grâce à lui, et à l'avènement de la jeune Mikaela Shiffrin, médaille d'or du slalom à 17 ans et révélation de la saison, les États-Unis finissent en tête du tableau des médailles, mais c'est l'Autriche qui domine en nombre à domicile avec un total de huit podiums.
Ces Mondiaux, disputés sur le massif de la Planai, devant des tribunes pleines et enthousiastes au « pays du ski » sont par ailleurs ceux de la confirmation pour les grands protagonistes du circuit international des années 2010 que sont Aksel Lund Svindal, vainqueur de la descente et de son cinquième titre mondial, Marcel Hirscher, tenant du gros globe de cristal, médaillé d'argent en géant et sacré en slalom le dernier jour en résistant à la pression de plus de 40 000 spectateurs entièrement acquis à sa cause, Tina Maze, reine de l'hiver 2012-2013 en Coupe du monde et gagnante de trois médailles à Schladming : or en super-G, argent en géant et au super-combiné, ou Maria Höfl-Riesch qui accroît encore son palmarès en remportant sur la Planai le super-combiné et en prenant le bronze en descente.
Enfin, la France finit troisième au tableau des médailles et obtient son meilleur résultat depuis les championnats du monde 1974, disputés à Saint-Moritz, avec deux titres mondiaux individuels chez les dames — Marion Rolland en descente et Tessa Worley en géant — et quatre médailles en tout.

## Calendrier
[PDF] (en) Calendrier
| ent. | Entraînement | q | Qualification | C | Course |

| Évènements            | Évènements            | Calendrier (février) | Calendrier (février) | Calendrier (février) | Calendrier (février) | Calendrier (février) | Calendrier (février) | Calendrier (février) | Calendrier (février) | Calendrier (février) | Calendrier (février) | Calendrier (février) | Calendrier (février) | Calendrier (février) | Calendrier (février) | Calendrier (février) |
| Évènements            | Évènements            | 4                    | 5                    | 6                    | 7                    | 8                    | 9                    | 10                   | 11                   | 12                   | 13                   | 14                   | 15                   | 16                   | 17                   |                      |
| Cérémonie d'ouverture | Cérémonie d'ouverture | •                    |                      |                      |                      |                      |                      |                      |                      |                      |                      |                      |                      |                      |                      |                      |
|                       |                       |                      |                      |                      |                      |                      |                      |                      |                      |                      |                      |                      |                      |                      |                      |                      |
| HOMMES                | Descente              |                      |                      |                      | ent.                 | ent.                 | C                    | ent.*                |                      |                      |                      |                      |                      |                      |                      |                      |
| HOMMES                | Super G               |                      |                      | C                    |                      |                      |                      |                      |                      |                      |                      |                      |                      |                      |                      |                      |
| HOMMES                | Slalom géant          |                      |                      |                      |                      |                      |                      |                      |                      |                      |                      | q                    | C                    |                      |                      |                      |
| HOMMES                | Slalom                |                      |                      |                      |                      |                      |                      |                      |                      |                      |                      |                      |                      | q                    | C                    |                      |
| HOMMES                | Super combiné         |                      |                      |                      |                      |                      |                      |                      | C                    |                      |                      |                      |                      |                      |                      |                      |
|                       |                       |                      |                      |                      |                      |                      |                      |                      |                      |                      |                      |                      |                      |                      |                      |                      |
| FEMMES                | Descente              |                      |                      | ent.                 | ent.                 |                      | ent.                 | C                    |                      |                      |                      |                      |                      |                      |                      |                      |
| FEMMES                | Super G               |                      | C                    |                      |                      |                      |                      |                      |                      |                      |                      |                      |                      |                      |                      |                      |
| FEMMES                | Slalom géant          |                      |                      |                      |                      |                      |                      |                      |                      |                      |                      | C                    |                      |                      |                      |                      |
| FEMMES                | Slalom                |                      |                      |                      |                      |                      |                      |                      |                      |                      |                      |                      |                      | C                    |                      |                      |
| FEMMES                | Super combiné         |                      |                      |                      |                      | C                    |                      |                      |                      |                      |                      |                      |                      |                      |                      |                      |
|                       |                       |                      |                      |                      |                      |                      |                      |                      |                      |                      |                      |                      |                      |                      |                      |                      |
| Coupe des nations     | Coupe des nations     |                      |                      |                      |                      |                      |                      |                      |                      | C                    |                      |                      |                      |                      |                      |                      |
|                       |                       |                      |                      |                      |                      |                      |                      |                      |                      |                      |                      |                      |                      |                      |                      |                      |

* Pour le super-combiné.

## Délégations présentes
614 athlètes de 72 nations participent à ces championnats. Malte fait sa première apparition.
- Afrique du Sud (4)
- Albanie (1)
- Allemagne (20)
- Andorre (6)
- Argentine (10)
- Arménie (5)
- Australie (10)
- Autriche (37)
- Azerbaïdjan (1)
- Belgique (12)
- Biélorussie (4)
- Bosnie-Herzégovine (8)
- Brésil (2)
- Bulgarie (6)
- Canada (20)
- Chili (13)
- Chine (6)
- Chypre (4)
- Corée du Sud (1)
- Croatie (18)
- Danemark (10)
- Espagne (4)
- Estonie (1)
- États-Unis (20)
- Finlande (9)
- France (34)
- Grèce (8)
- Géorgie (5)
- Haïti (2)
- Hongrie (18)
- Îles Vierges des États-Unis (1)
- Inde (4)
- Iran (12)
- Irlande (3)
- Islande (10)
- Israël (4)
- Italie (24)
- Jamaïque (1)
- Japon (7)
- Kazakhstan (5)
- Kirghizistan (7)
- Lettonie (13)
- Liban (9)
- Liechtenstein (8)
- Lituanie (4)
- Luxembourg (3)
- Macédoine (5)
- Malte (1)
- Mexique (1)
- Moldavie (2)
- Monaco (2)
- Monténégro (5)
- Norvège (10)
- Nouvelle-Zélande (9)
- Ouzbékistan (11)
- Pays-Bas (7)
- Pologne (8)
- Porto Rico (1)
- Portugal (2)
- Pérou (2)
- Roumanie (1)
- Royaume-Uni (2)
- Russie (17)
- République tchèque (12)
- Saint-Marin (4)
- Serbie (8)
- Slovaquie (11)
- Slovénie (22)
- Suisse (30)
- Suède (15)
- Taipei chinois (2)
- Ukraine (7)

## Résultats

### Hommes
| Épreuves                          | Or                         | Argent                       | Bronze                     |
| --------------------------------- | -------------------------- | ---------------------------- | -------------------------- |
| Descente résultats détaillés      | Aksel Lund Svindal Norvège | Dominik Paris Italie         | David Poisson France       |
| Super G résultats détaillés       | Ted Ligety États-Unis      | Gauthier de Tessières France | Aksel Lund Svindal Norvège |
| Slalom géant résultats détaillés  | Ted Ligety États-Unis      | Marcel Hirscher Autriche     | Manfred Moelgg Italie      |
| Slalom résultats détaillés        | Marcel Hirscher Autriche   | Felix Neureuther Allemagne   | Mario Matt Autriche        |
| Super combiné résultats détaillés | Ted Ligety États-Unis      | Ivica Kostelić Croatie       | Romed Baumann Autriche     |

### Femmes
| Épreuves                          | Or                          | Argent                        | Bronze                      |
| --------------------------------- | --------------------------- | ----------------------------- | --------------------------- |
| Descente résultats détaillés      | Marion Rolland France       | Nadia Fanchini Italie         | Maria Höfl-Riesch Allemagne |
| Super G résultats détaillés       | Tina Maze Slovénie          | Lara Gut Suisse               | Julia Mancuso États-Unis    |
| Slalom géant résultats détaillés  | Tessa Worley France         | Tina Maze Slovénie            | Anna Fenninger Autriche     |
| Slalom résultats détaillés        | Mikaela Shiffrin États-Unis | Michaela Kirchgasser Autriche | Frida Hansdotter Suède      |
| Super combiné résultats détaillés | Maria Höfl-Riesch Allemagne | Tina Maze Slovénie            | Nicole Hosp Autriche        |

### Par équipes
| Épreuves                                         | Or | Argent | Bronze |
| ------------------------------------------------ | --- | --- | --- |
| Coupe des nations 12 février résultats détaillés | Autriche- Nicole Hosp - Michaela Kirchgasser - Carmen Thalmann - Marcel Hirscher - Marcel Mathis - Philipp Schörghofer | Suède- Nathalie Eklund - Frida Hansdotter - Maria Pietilä Holmner - Jens Byggmark - Mattias Hargin - André Myhrer | Allemagne- Lena Dürr - Maria Höfl-Riesch - Veronique Hronek - Fritz Dopfer - Stefan Luitz - Felix Neureuther |

## Tableau des médailles
- Pays organisateur (Autriche)

| Médailles | Pays       | Or | Argent | Bronze | Ensemble |
| --------- | ---------- | -- | ------ | ------ | -------- |
| 1         | États-Unis | 4  | 0      | 1      | 5        |
| 2         | Autriche   | 2  | 2      | 4      | 8        |
| 3         | France     | 2  | 1      | 1      | 4        |
| 4         | Slovénie   | 1  | 2      | 0      | 3        |
| 5         | Allemagne  | 1  | 1      | 2      | 4        |
| 6         | Norvège    | 1  | 0      | 1      | 2        |
| 7         | Italie     | 0  | 2      | 1      | 3        |
| 8         | Suède      | 0  | 1      | 1      | 2        |
| 9         | Suisse     | 0  | 1      | 0      | 1        |
| –         | Croatie    | 0  | 1      | 0      | 1        |